# 密西根敦 (印第安納州)
密歇根敦（英語：Michigantown）是一個位於美國印地安納州克林頓縣的城鎮。

## 地理
密歇根敦的座標為40°19′41″N 86°23′32″W / 40.32806°N 86.39222°W，而該地的平均海拔高度為267米（即876英尺）。

## 人口
根據2010年美國人口普查的數據，密歇根敦的面積為0.68平方千米，當中陸地面積為0.68平方千米，而水域面積為0.00平方千米。當地共有人口467人，而人口密度為每平方千米687人。